# Pierre Girard
Pierre Girard (zm. 9 listopada 1415 w Awinionie) – francuski kardynał okresu wielkiej schizmy, reprezentujący „awiniońską” i „pizańską” obediencję.

## Życiorys
Niewiele wiadomo o jego młodości. Pierwsze beneficja kościelne otrzymał w latach 70. XIV wieku. W latach 1382–1385 był biskupem Lodève, a następnie (1385–90) biskupem Le Puy. Podobnie jak większość francuskich duchownych w początkowym okresie Wielkiej Schizmy Zachodniej popierał „awiniońskiego” antypapieża Klemensa VII, który w 1390 mianował go kardynałem prezbiterem San Pietro in Vincoli. Administrator diecezji Nîmes 1391–1393. Uczestniczył w konklawe 1394, które wybrało Benedykta XIII. Wielki penitencjariusz od 1394. Biskup Tusculum od 1405. W 1408 porzucił obediencję „awiniońską” i przyłączył się do obediencji Soboru Pizańskiego. Pizański Jan XXIII mianował go swoim legatem w Awinionie (1411), gdzie zmarł w trakcie obrad Soboru w Konstancji w 1415.